# Automat finit nedeterminist
Un automat finit nedeterminist (notat și "AFN") este un 5-uplu A=(S, Σ, δ, s0, F), unde:
- S este o mulțime nevidă, finită, numită "mulțimea stărilor";
- Σ este o mulțime nevidă, finită, numită "alfabetul de intrare";
- δ este funcția de tranziție δ: S × Σ → P(S), unde P(S) este mulțimea părților lui S;
- s0 ∈ S este "starea inițială";
- F ⊆ S este "mulțimea stărilor finale".